# Região metropolitana de Amesterdão
A região metropolitana de Amesterdão (também conhecida como Grande Amsterdão ou Groot Amsterdam em neerlandês)
consiste na cidade de Amesterdão e em uma série de cidades menores localizadas na província da Holanda do Norte nos Países Baixos.